# 八角塔
八角塔，位于中国广东省韶关市翁源县坝仔镇，为翁源县的一个县级文物保护单位，类型为古建筑，公布时间为1985年1月15日。
八角塔的历史年代为清康熙。